# Picumnus spilogaster
Picumnus spilogaster là một loài chim trong họ Picidae.